# كاسبر تايلور
كاسبر تايلور الابن (بالإنجليزية: Casper R. Taylor Jr.)‏ ولد في 19 ديسمبر 1934 شغل منصب رئيس مجلس النواب في ماريلاند من 1994-2003، وهي أطول فترة رئاسية مسجلة في تاريخ ماريلاند.

## التعليم
تخرج تايلور من جامعة نوتر دام في عام 1956، حيث كان عضوا في القوات الجوية ROTC . بدأ حياته المهنية كمالك مطعم، وانتخب لأول مرة لمجلس النواب في عام 1974.

## تسمية مبنى مجلس النواب بإسمه
في يناير 2007، تم تسمية مبنى مكتب مجلس النواب الجديد في أنابوليس باسم تايلور. . وهو الآن من جماعات الضغط ومستشار العلاقات الحكومية لشركة ألكسندر وكليفر في أنابوليس.